# Samuel Mbugua
Samuel Mbugua (* 1. Januar 1946 in Nakuru) ist ein ehemaliger kenianischer Boxer. Mbugua war Bronzemedaillengewinner der Olympischen Spiele 1972 und der Commonwealth Games 1974, Silbermedaillengewinner der Commonwealth Games 1970 und Afrikameister 1972. Außerdem war er Teilnehmer der Olympischen Spiele 1968.

## Karriere
1968 nahm Mbugua im Bantamgewicht (-54 kg) an den Olympischen Spielen teil und schied nach Siegen über Dhanraj Singh, Guyana (5:0), und Giuseppe Mura, Italien (3:2), im Viertelfinale gegen den späteren Olympiasieger Walerian Sokolow, Sowjetunion (5:0), aus. Bei den Commonwealth Games 1970 errang er nach einer Finalniederlage gegen Sulley Shittu, Ghana, die Silbermedaille. 
1972 wurde Mbugua Afrikameister im Leichtgewicht (-60 kg) und belegte bei den in diesem Jahr stattfindenden Olympischen Spielen die Bronzemedaille. Im Laufe des Turniers schlug er Girmaye Gabre, Äthiopien (5:0), Muniswamy Venu, Indien (5:0), und Svein Erik Paulsen, Norwegen (4:1). Im Halbfinale sollte er auf den späteren Olympiasieger Jan Szczepański, Polen, treffen, konnte aber aufgrund einer Verletzung nicht antreten, so dass dieser kampflos ins Finale einzog.
Nach einer Bronzemedaille bei den Commonwealth Games 1974 im Federgewicht (-57 kg) beendete Mbugua seine Karriere.